# 五福車站
五福車站是一曾存在於臺灣桃園縣蘆竹鄉（今桃園市蘆竹區）境內，已廢線的臺灣鐵路管理局林口線沿線之鐵路車站。

## 車站構造
- 無站房亦無月台，僅有線路。

## 營運狀況
- 貨運車站。
- 試辦客運列車不停靠。

## 車站周邊
- 桃園縣立南崁國民小學

## 歷史
- 為林口線最先設置的車站之一。
- 1968年1月1日：名義上設站，實際上迄今仍未正式啟用。
- 2012年12月28日：隨者林口線停駛而廢止。